# Luftangriff auf Darwin am 28. März 1942
Der Luftangriff auf Darwin am 28. März 1942 war ein Sieg US-amerikanischer Jagdflugzeuge über japanische Bomberflugzeuge im Pazifikkrieg während des Zweiten Weltkriegs, da mit neuer Kampftaktik ein Kampferfolg erzielt werden konnte. Dieser Erfolg führte dazu, dass es der letzte Angriff japanischer Bomber ohne Jagdschutz im Gebiet von Darwin im Northern Territory von Australien war.

## Vorgeschichte
Während des massiven Luftangriffs auf Darwin am 19. Februar 1942 kam es zu erheblichen Zerstörungen an Material, Schiffen, Flugzeugen, Bauwerken und zu zahlreichen Menschenopfern. Die Luftabwehr war de facto zerstört und musste neu aufgebaut werden. Die australischen Kampfflieger waren in Europa, Nordafrika und im Mittleren Osten eingesetzt. Daher war Darwin bis zum Erreichen der 49th Fighter Group der USAAF am 17. März gänzlich schutzlos. Diese US-amerikanische Fliegerkampfgruppe wurde zunächst auf Horn Island stationiert, erreichte aber ihre Kampfstärke erst im April 1942. In der Zwischenzeit führten die Japaner Luftangriffe am 4. März mit acht, am 16. März mit 14 und am 19. März mit sieben Bombern auf Darwin durch. Erstmals griff das US-amerikanische Geschwader am 22. März erfolgreich in die Luftkämpfe ein, als die Radarstation ihren Betrieb aufgenommen hatte.

## Luftkampf
Den japanischen Angreifern war nicht bekannt, dass das US-amerikanische 9th Geschwader der 49th Pursuit Group eine neue Luftabwehrtaktik zur Abwehr am 28. März anwendete, wobei zwei Mannschaften mit je vier Curtiss P-40, genannt Kittyhawk, sich permanent im Flugraum abwehrbereit aufhielten und weitere vier Flugzeuge auf dem Boden auf ihren Einsatz warteten.
Als das Frühwarnsystem einen Luftangriff meldete, befanden sich bereits vier US-amerikanische Kampfflugzeuge über dem Beagle Golf, die die sieben angreifenden japanischen Mitsubishi G4M1, genannt Betty, über dem Militärflugplatz der RAAF abfingen und große Schäden auf dem Flughafen verhinderten. Es gab lediglich geringe Bombenschäden auf der Start- und Landebahn. Als sich die japanischen Bomber westwärts Richtung Timorsee abwendeten, wurden sie über auf 18.000 Fuß Höhe erneut von vier US-Jagdflugzeugen über dem Hafen von Darwin angegriffen und anschließend auf ihrer Flucht verfolgt. Dabei gelang es, zwei japanische Bomber und vermutlich einen weiteren abzuschießen, bevor diese in Wolken über dem Ozean Schutz fanden.
Fünf der Jagdflugzeuge erlitten schwere Treffer durch den Beschuss der japanischen Bomber und andere leichte, die schnell repariert werden konnten. Dies war der letzte Luftangriff japanischer Bomberflugzeuge ohne Eskorte durch Jagdflugzeuge.
In der Zeit vom 28. März bis 27. April 1942 stiegen die Kittyhawks bei sieben Angriffen auf und schossen 31 japanische Bomber und Kampfflugzeuge ab.